# Eye on Malaysia
Az Eye on Malaysia egy 62 méter magas szétszerelhető óriáskerék, melyet Titiwangsa Lake Gardensben (Kuala Lumpur, Malajzia állítottak föl először.
A negyvenkét gondolából álló óriáskereket 2007. január 6-án nyitotta meg hivatalosan Malajzia akkor miniszterelnöke, Abdullah Ahmad Badawi a Visit Malaysia Year 2007 nevű rendezvénysorozat alkalmából. Tizenkét perces menetideje alatt utasai a városközpont és Kuala Lumpur 20 km-es körzetének 360 fokos panorámáját élvezhették a kerék fedélzetéről, beleértve a Kuala Lumpur Towert, az Istana Budayát és a Petronas-ikertornyokat is.
Az óriáskereket 2008. november 8-án helyezték át Melakába.
2010. január 7-én bezárták, mert a kerék működtetői, a MST Ad Suria Sdn Bhd és az Eye On Malaysia Sdn Bhd (EOM) nem tudták kifizetni a fenntartási és szállítási költségekre felvett kölcsön a Fitraco NV lízingcégnek.
2010 februárjában tárgyalások folytak a Fitraco NV és a melakai vezetőség között, hogy a kerék továbbra is Melakában maradhasson. Végül 2010 októberében a kereket szétszerelték.